# Cover 2 Cover
Cover 2 Cover, chiamato anche Cover to Cover Part 2 al fine di distinguerlo dal primo disco omonimo, è un album tributo del cantautore Neal Morse, del batterista Mike Portnoy e del bassista Randy George, pubblicato il 12 agosto 2012 dalla Inside Out Music.

## Descrizione
Contiene 11 brani celebri, realizzati originariamente da svariati artisti come Boz Scaggs, Hank Williams, Steely Dan, The Osmonds e The Police. Venne registrato durante le varie sessioni di album in studio di Neal Morse.

## Tracce
- 2008 Sessions

1. Lido Shuffle – 4:15 – originariamente interpretata da Boz Scaggs
2. I Saw the Light – 3:26 – originariamente interpretata da Steely Dan
3. Rikki Don't Lose That Number – 4:04 – originariamente interpretata dagli Steely Dan
4. Teacher – 4:36 – originariamente interpretata dai Jethro Tull
5. Driven to Tears – 3:50 – originariamente interpretata dai Police
6. Come Sail Away – 6:09 – originariamente interpretata dagli Styx

- 2012 Sessions

1. Crazy Horses – 5:47 – originariamente interpretata dai The Osmonds
2. Lemons Never Forget – 3:26 – originariamente interpretata dai Bee Gees
3. The Letter – 4:28 – originariamente interpretata dai The Box Tops
4. Peace Love and Understanding – 6:36 – originariamente interpretata dai The Attractions
5. Starless – 6:36 – originariamente interpretata dai King Crimson

## Formazione
- Neal Morse – voce, tastiera, chitarra
- Mike Portnoy – batteria
- Randy George – basso

Altri musicisti
- Paul Bielatowicz -  chitarra
- Danielle Spencer – voce, chitarra
- Jim Hoke - flauto

Produzione
- Neal Morse – produzione, missaggio
- Jerry Guidroz – ingegneria del suono, missaggio
- Joey Pippin  – mastering